# Alfa Delphini
Alfa Delphini (α Del, Sualocin) – druga co do jasności gwiazda w gwiazdozbiorze Delfina. Jest ona odległa od Słońca o ok. 254 lata świetlne.

## Nazwa
Nazwa Sualocin powstała w wyniku żartu astronoma włoskiego Niccolò Cacciatore, który nazwał tę gwiazdę łacińską wersją swego imienia (Nicolaus), czytaną wspak. Międzynarodowa Unia Astronomiczna w 2016 roku formalnie zatwierdziła użycie tej nazwy dla określenia głównego składnika systemu.

## Właściwości fizyczne
Sualocin to gwiazda podwójna, złożona z jasnej gwiazdy typu widmowego B, której towarzyszem jest mniej więcej dziesięciokrotnie słabsza gwiazda typu A. Słabszy składnik przypomina Syriusza. Ze względu na szybsze tempo ewolucji jaśniejszego składnika, w dalszej przyszłości stanie się on białym karłem, co sprawi, że układ ten stanie się bardzo podobny do współcześnie obserwowanego układu Syriusza.
Masa tego układu to ok. 5,8 masy Słońca, z czego większość (>3 M☉) zawiera jaśniejszy składnik. Gwiazdy obiegają wspólny środek masy co 17 lat.
Układowi temu na niebie towarzyszy pięć innych gwiazd, tworząc gwiazdę wizualnie wielokrotną; gwiazdy te zyskały oznaczenia od α Del A do α Del G. Jedynie składniki A i G, opisane powyżej, są fizycznie związane, pozostałe są jedynie optycznie blisko.